# Hilbert Shirey
Hilbert Shirey is een Amerikaans professioneel pokerspeler. Hij won onder meer het $1.500 No Limit Hold'em-toernooi van de World Series of Poker 1987 (goed voor een hoofdprijs van $171.600,-) en zowel het $2.500 Omaha Pot Limit- als het $2.500 Hold'em Pot Limit-toernooi van de World Series of Poker 1995 (samen goed voor $300.000,-).
Shirey verdiende in totaal meer dan $1.500.000,- in pokertoernooien (cashgames niet meegerekend).

## Wapenfeiten
De World Series of Poker (WSOP) van 1987 waren de eerste waaraan Shirey meedeed. Hij haalde direct in twee evenementen de finaletafel. In het $1.500 Limit Hold'em-toernooi werd hij nog zesde, in de No Limit-variant daarvan won hij zijn eerste WSOP-titel. Voor Shirey was dat het begin van een reeks die op de World Series of Poker 2008 leidde naar zijn 25e (en 26e en 27e) WSOP-geldprijs.
Op een volgende WSOP-titel moest Shirey wachten tot de World Series of Poker 1995, waarop hij in twee dagen tijd zowel zijn tweede als derde WSOP-toernooi won. Eerder werd hij ook al derde in $1.500 7 Card Stud op de World Series of Poker 1990 en zevende in het Main Event van de World Series of Poker 1991. Ná het binnenhalen van zijn derde WSOP-titel was Shirey ook verschillende keren dicht bij het winnen van een volgende. Zo werd hij vierde in het $3.500 No Limit Hold'em-toernooi van de World Series of Poker 1999, vijfde in het $3.000 Texas Hold'em (no limit)-toernooi van de World Series of Poker 2001 en negende in het $1.500 Pot Limit Omaha-toernooi van de World Series of Poker 2007.
Shirey meldde zich voor het eerst bij de prijswinnaars van een toernooi van de World Poker Tour (WPT) in april 2004. Hij werd toen dertiende op de $25.000 WPT No Limit Hold'em Championship Final Day van de Bellagio Five-Star World Poker Classic 2004 (goed voor $81.365,-). Tijdens zijn vierde WPT-cash in januari 2009 werd hij vierde in het $9.700 No Limit Hold'em - Main Event van het Southern Poker Championship in Biloxi (goed voor $184.607,-).
Shirey won ook verschillende toernooien die niet tot de WSOP- of WPT horen. Zo schreef hij onder meer het $1.500 No Limit Hold'emevenement van het Jim Brady Tournament 1992 in Los Angeles ($72.000,-) en het $3.000 Pot Limit Omaha-toernooi van de Five-Diamond World Poker Classic 2004 in Las Vegas op zijn naam.

## WSOP-titels
| Jaar                       | Toernooi                 | Prijs      |
| -------------------------- | ------------------------ | ---------- |
| World Series of Poker 1987 | $1.500 No Limit Hold'em  | $171.600,- |
| World Series of Poker 1995 | $2.500 Omaha Pot Limit   | $137.000,- |
| World Series of Poker 1995 | $2.500 Hold'em Pot Limit | $163.000,- |